# Coendou speratus
Coendou speratus Mendes Pontes et al., 2013 è un roditore appartenente alla famiglia Erethizontidae, endemico del Brasile.
È conosciuto localmente come coandu-mirim, ed è diffuso nella zona della costa nordorientale del Brasile a nord del fiume São Francisco, uno dei più importanti punti di biodiversità noti.

## Descrizione
Ha una coda lunga che sembra essere completamente spinosa perché manca del pelo lungo la dorsale. Gli aculei dorsali hanno cospicue punte rosse brunastre che contrastano con il colore nerastro del fondo dorsale. 
La nuova specie è simile a C. nycthemera, ma gli aculei dorsali sono tipicamente tricolori nel primo, mentre nel secondo bicolori. La nuova specie è esternamente molto distinta dalla C. insidiosus, soprattutto perché quest'ultima ha aculei dorsali bicolori che sono quasi completamente nascosti sotto peli più lunghi, omogenei, chiari o scuri.

## Distribuzione e habitat
L'estensione geografica di C. speratus si sovrappone con quella degli altri Coendou, ma non con quella di C. insidiosus della foresta atlantica del sud-est, né con quella di C. nycthemera, una specie orientale amazzonica.